# Кумьинское сельское поселение
Кумьинское сельское поселение — муниципальное образование (сельское поселение) в составе Килемарского района Марий Эл Российской Федерации. Административный центр поселения — Большие Памъялы.

## История
Статус и границы сельского поселения установлены Законом Республики Марий Эл от 18 июня 2004 года № 15-З «О статусе, границах и составе муниципальных районов, городских округов в Республике Марий Эл».

## Численность населения поселения
| 2010 | 2011 | 2012 | 2013 | 2014 | 2015 | 2016 |
| ---- | ---- | ---- | ---- | ---- | ---- | ---- |
| 878  | ↘873 | ↘836 | ↘790 | ↘763 | ↘744 | ↘724 |
| 2017 | 2018 | 2019 | 2020 | 2021 | 2023 |      |
| ↘722 | ↘697 | ↘665 | ↘646 | ↘609 | ↘569 |      |

## Состав поселения
В состав сельского поселения входят 1 село, 3 посёлка и 7 деревень:
| №  | Населённый пункт | Тип населённого пункта          | Население |
| -- | ---------------- | ------------------------------- | --------- |
| 1  | Большие Памъялы  | деревня, административный центр | 228       |
| 2  | Кумья            | село                            | 153       |
| 3  | Кукшары          | деревня                         | 47        |
| 4  | Малые Памъялы    | деревня                         | 11        |
| 5  | Музывален        | посёлок                         | 1         |
| 6  | Майский          | посёлок                         | 237       |
| 7  | Нальмучаш        | деревня                         | 45        |
| 8  | Пинжедур         | деревня                         | 30        |
| 9  | Рутка            | посёлок                         | 58        |
| 10 | Сельхозпочинок   | деревня                         | 62        |
| 11 | Тогашево         | деревня                         | 6         |